# Parafia św. Anny w Zaklikowie
Parafia pw. św. Anny w Zaklikowie – parafia rzymskokatolicka znajdująca się w diecezji sandomierskiej w dekanacie Zaklików. Kościołem parafialnym jest kościół pod wezwaniem Trójcy Przenajświętszej.
Do parafii należą: Zaklików, Antoniówka, Baraki Nowe, Baraki Stare, Irena, Karkówka, Józefów, Łysaków-Kolonia, Zdziechowice Pierwsze, Zdziechowice Drugie.

## Historia
Zaklików początkowo należał do parafii Zdziechowice. W 1580 rozpoczęto budowę  drewnianego kościoła filialnego pod wezwaniem  św. Anny, który stoi do dziś jako kościół cmentarny. Położony ok. 1 km od świątyni parafialnej pw. Trójcy Przenajświętszej. Został wybudowany w latach 1580 – 1583. Restaurowany  w 1604 r. oraz 1733 r. W 2016 r. kościół przeszedł gruntowny remont.

## Cmentarz parafialny
W odległości ok. 1 km od kościoła parafialnego znajduje się cmentarz parafialny. Cmentarz ogrodzonym jest murem, z wejściem od zachodu przez bramę – dzwonnicę. Do niespotykanych gdzie indziej zwyczajów, należy zawieszanie na zewnętrznych ścianach kościoła cmentarnego tabliczek z nazwiskami z trumien zmarłych mieszkańców parafii. Data powstania cmentarza parafialnego jest nieznana. Obok znajduje się także dawny cmentarz żydowski z nielicznie zachowanymi macewami.

## Obsada personalna[1]
- Proboszcz – ks. kan. dr Michał Mierzwa (od 2017 r.)
- Wikariusz – ks. mgr Tomasz Lenart (od 2017 r.)
- Wikariusz – ks. mgr Maciej Gubernat (od 2019 r.)
- Rezydent – ks. mgr Eugeniusz Kozłowski
- Kapelan – ks. kan. mgr Mieczysław Janiec (od 2017 r.)
- Kapelan – ks dr Marian Kowalczyk od (2017 r.)
- Emeryt – ks. kan. Henryk Krzyżanowski (od 2017 r.)